# Comuna Tomșani, Vâlcea
Tomșani este o comună în județul Vâlcea, Oltenia, România, formată din satele Bălțățeni, Bogdănești, Chiceni, Dumbrăvești, Foleștii de Jos, Foleștii de Sus, Mirești și Tomșani (reședința).
Se află la aproximativ 43 km vest de reședința județului Vâlcea, municipiul Râmnicu Vâlcea și circa 5 km de orașul Horezu. Relieful comunei este format din dealurile subcarpatice și sunt străbătute de râurile Bistrița și Romani care curg de la nord la sud.
Comuna are ca vecini urmatoarele localități: comuna Costești la nord, orașul Horezu la nord-vest, comuna Pietrari la est, comuna Păușești-Otăsău la est, comuna Măldărești și comuna Oteșani la vest, comuna Frâncești la sud.
Are în componență următoarele sate: Tomșani - centru, Foleștii de Jos, Bogdănești, Chiceni, Bălțățeni, Foleștii de Sus, Dumbrăvești, și Mirești.
Prima atestare documentară a satului Foleștii de Sus vine din anul 1453, iar a satele Tomșani și Bogdănești din anul 1536.
Pe teritoriul localității se află câteva monumente istorice cum sunt:
biserica Sfinții Trei Ierarhi din satul Foleștii de Jos, construită în 1767, biserica Cuvioasa Paraschiva în Foleștii de Sus construită în 1757, biserica Sfinții îngeri și Sfinții Arhangheli Mihail și Gavril în Băltăteni construită în 1773-1774.
Locuitorii din satele comunei păstrează vechi obiceiuri și tradiții populare. De asemeni se mai păstrează și meșteșuguri tradiționale.
Spre deosebire de majoritatea comunelor românești comuna Tomșani nu a fost foarte afectată de marile exproprieri din perioada comunistă, marea majoritate a populației păstrându-și proprietatea asupra terenurilor agricole . Agricultura (fânețe, pomicultura) este principala sursă de venituri a populației. Apicultura este o altă ocupație importantă a oamenilor locului.
La Tomșani se poate ajunge folosind mijloacele de transport pe DN 67 Râmnicu Vâlcea-Horezu-Târgu Jiu (DN67 la Râmnicu Vâlcea are legătură cu E81) sau DJ 646 Băbeni-Frâncești-Tomșani-DN67.

## Demografie
Componența etnică a comunei Tomșani
     Români (94,43%)
     Alte etnii (5,57%)
Componența confesională a comunei Tomșani
     Ortodocși (93,86%)
     Alte religii (0,18%)
     Necunoscută (5,96%)
Conform recensământului efectuat în 2021, populația comunei Tomșani se ridică la 3.321 de locuitori, în scădere față de recensământul anterior din 2011, când fuseseră înregistrați 3.729 de locuitori. Majoritatea locuitorilor sunt români (94,43%). Din punct de vedere confesional, majoritatea locuitorilor sunt ortodocși (93,86%), iar pentru 5,96% nu se cunoaște apartenența confesională.

## Politică și administrație
Comuna Tomșani este administrată de un primar și un consiliu local compus din 13 consilieri. Primarul, Nicolae Andrei[*], de la Partidul Național Liberal, este în funcție din octombrie 2020. Începând cu alegerile locale din 2024, consiliul local are următoarea componență pe partide politice:
|  | Partid                          | Consilieri | Componența Consiliului | Componența Consiliului | Componența Consiliului | Componența Consiliului | Componența Consiliului |
|  | ------------------------------- | ---------- | ---------------------- | ---------------------- | ---------------------- | ---------------------- | ---------------------- |
|  | Partidul Național Liberal       | 5          |                        |                        |                        |                        |                        |
|  | Partidul Social Democrat        | 4          |                        |                        |                        |                        |                        |
|  | Partidul România Puternică      | 3          |                        |                        |                        |                        |                        |
|  | Alianța pentru Unirea Românilor | 1          |                        |                        |                        |                        |                        |

## Personalități născute aici
- Mihaela Armășescu (n. 1963), canotoare.

## Vezi și
- Biserica de lemn din Dumbrăvești
- Biserica „Sf. Trei Ierarhi” din Foleștii de Jos